# إنديا ونايت
إنديا ونايت (بالإنجليزية: India Knight)‏ هي مدونة وصحفية وكاتِبة بريطانية، ولدت في 14 ديسمبر 1965 في إقليم بروكسل العاصمة في بلجيكا.

## وصلات خارجية
- إنديا ونايت على موقع IMDb (الإنجليزية)